# Garment District (Manhattan)

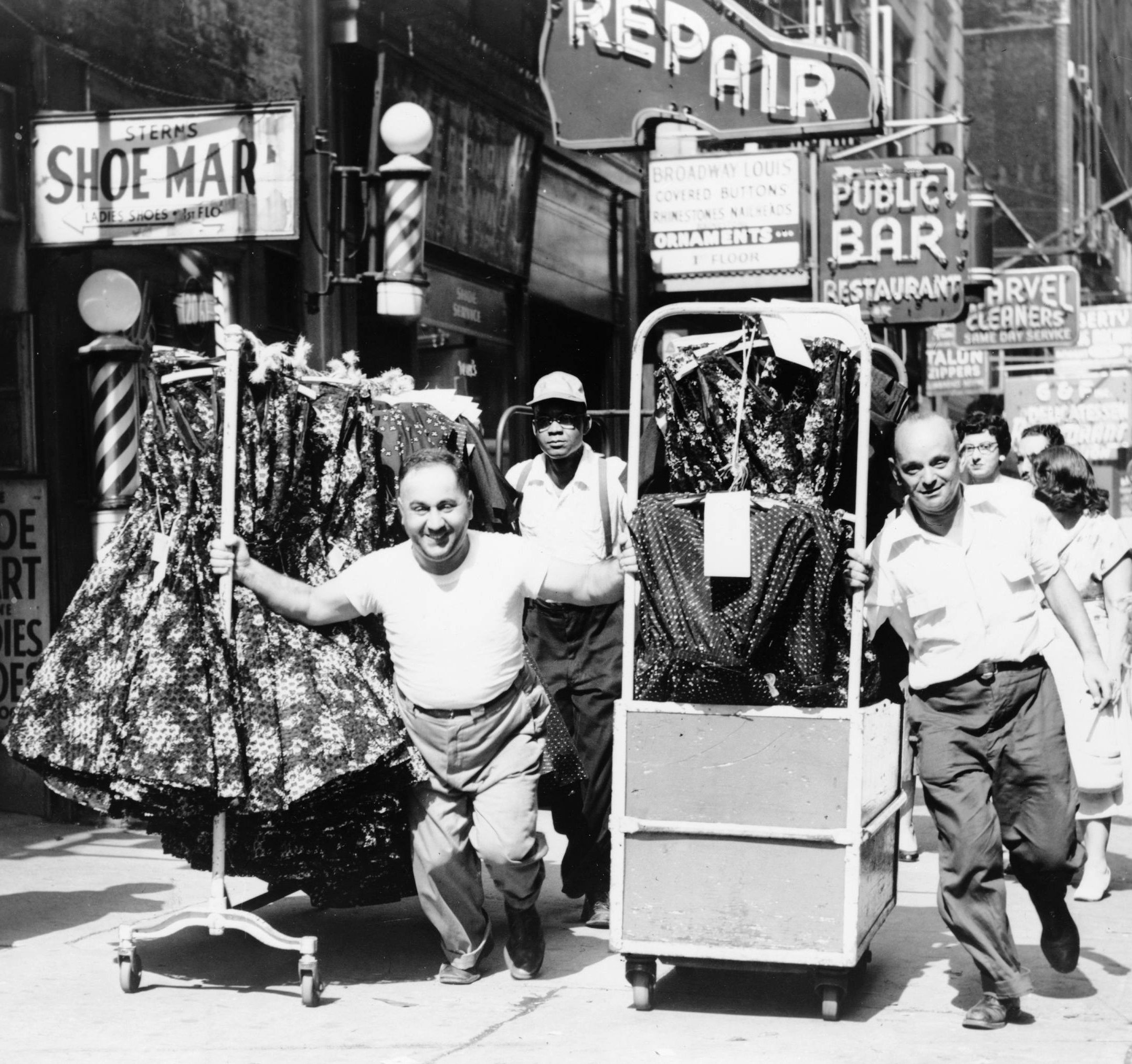
Homens puxando cabides de roupas numa movimentada calçada em Garment District. (1955)

O Garment District, também conhecido como Garment Center, Fashion District, ou Fashion Center, é um bairro localizado na borough de Manhattan, na cidade de Nova Iorque. A densa concentraçãode lojas e empresas relacionadas à moda, que geralmente considerado entre a Fifth Avenue e a Ninth Avenue, desde a 34th Street (Rua 34) até a 42nd Street (Rua 42), é marcante. O Garment District, desde o início do século XX é conhecido como um centro da moda e de seu manufaturamento, tanto nos Estados Unidos, assim como no mundo todo.